# Webu Sayadaw
 (novembre 2019).
Si vous disposez d'ouvrages ou d'articles de référence ou si vous connaissez des sites web de qualité traitant du thème abordé ici, merci de compléter l'article en donnant les références utiles à sa vérifiabilité et en les liant à la section « Notes et références ».
Webu Sayadaw (17 février 1896 - 26 juin 1977) est un moine bouddhiste theravada birman, maître de la pratique de vipassanā bhāvanā, réputé pour avoir avant tout mis l'accent sur l'importance d'une pratique diligente plutôt que sur les connaissances intellectuelles.

## Biographie

### Formation
Webu Sayadaw est né de Daw Kyin Nu et U Lu Pe en 1896 dans la Birmanie britannique, près de la ville de Khin U dans  l'État de Sagaing. À neuf ans, il devient novice, et reçoit l'enseignement habituel des moines sur les écritures Pāli, jusqu'à l'âge de vingt-sept ans. Il est ordonné moine en 1916. Son nom de moine était Kumara Kassapa. 

### Retraite et enseignement
En 1923, il quitte son monastère pour passer quatre ans en solitude. Il pratique —et par la suite enseignera— la technique d'Ānāpānasati (attention de l'esprit sur l'inspiration et l'expiration). Il affirme qu'en travaillant avec cette technique jusqu'à un niveau de profonde concentration, il devient possible de développer la vipassanā bhāvanā (vision pénétrante) vis-à-vis des caractéristiques essentielles de toute expérience : anicca (impermanence), anatta (non-soi) et dukkha (insatisfaction, souffrance). 
Robert Bischoff, traducteur de Webu Sayadaw rapporte que ce dernier disait d'ānāpānassati: « C'est le raccourci vers Nibbana, tout le monde peut l'utiliser. Ça résiste à l'investigation et c'est en accord avec les enseignements du Bouddha tels qu'ils sont conservés dans les écritures. C'est la voie directe vers Nibbana ». 
Webu Sayadaw était connu pour sa diligence sans relâche et pour passer le plus clair de son temps en solitude. Il était réputé pour être un arahant et on dit de lui qu'il ne dormait jamais[réf. nécessaire]

## Enseignements et ouvrages de Webu Sayadaw
- (en) The essence of Buddha Dhamma, 1978. Lire en ligne (Consulté le 21 novembre 2019)
- (en) To light a fire. A Dhamma Discourse, (translated by Roger Bischoff), Kandy (Sri Lanka), Buddhist Publication 1994. Lire en ligne (Consulté le 21 novembre 2019)
- (en) The Essential Practice, Part I + II: Dhamma Discourses, (translated from the Burmese by Roger Bischoff), Kandy (Sri Lanka), Buddhist Publication Society, 1998. Lire en ligne (Consulté le 21 novembre 2019)

- (en) The Way to Ultimate Calm: Selected Discourses of Webu Sayadaw, (translated by Roger Bischoff), Revised Edition, Kandy (Sri Lanka), Buddhist Publication Society, 2003. Lire en ligne (consulté le 21 novembre 2019)